# 51a Divisió (Exèrcit Popular de la República)
La 51a Divisió va ser una de les divisions de l'Exèrcit Popular de la República que es van organitzar durant la Guerra Civil espanyola sobre la base de les Brigades Mixtes. Va arribar a operar al front d'Extremadura.

## Historial
Durant 1937 en el front Nord ja havia existit una divisió que va emprar aquesta numeració.
El 15 d'agost de 1938 se li va donar la numeració «51» a una nova divisió al front d'Extremadura. La unitat, que agrupava les brigades mixtes 25a, 66a i 210a, va quedar sota el comandament del major de milícies Antonio García Molina. Heretava en part l'estructura de l'antiga Divisió del Zújar. La unitat va prendre part en els atacs republicans sobre les posicions franquistes entorn de Cabeza del Buey, que van aconseguir recuperar part del terreny perdut durant l'anterior ofensiva franquista. Amb posterioritat seria agregada al VII Cos d'Exèrcit, i no arribà a prendre part en operacions militars de rellevància.

## Comandaments
Comandants
- major de milícies Antonio García Molina (des d'abril de 1938);
- major de milícies Blas Coronado Martínez (des de gener de 1939);

Caps d'Estat Major
- capità de milícies Serafín Pérez Rivera;

## Ordre de batalla
| Data                 | Cos d'Exèrcit adscrit | Brigades Mixtes integrades | Front de batalla |
| -------------------- | --------------------- | -------------------------- | ---------------- |
| 15 d'agost de 1938   | VIII Cos d'Exèrcit    | 25a, 66a i 210a            | Extremadura      |
| 23 d'octubre de 1938 | VII Cos d'Exèrcit     | 66a, 115a i 21a            | Extremadura      |
| 13 de gener de 1939  | VII Cos d'Exèrcit     | 30a, 105a i 132a           | Extremadura      |